# Ivo Lošťák
Ivo Lošťák (* 19. června 1970) je bývalý český fotbalista, obránce.

## Fotbalová kariéra
Začínal v Lokomotivě Olomouc, v žákovském věku přestoupil do Sigmy. V československé lize hrál za SK Sigma Olomouc. Nastoupil v 5 prvoligových utkáních, neskóroval. Na podzim 1992 zasáhl do 3 utkání Poháru UEFA.
Ve druhé lize odehrál přes 250 zápasů, vstřelil 23 branky. Nastupoval za 1. SC Znojmo (5 branek), ČSK Uherský Brod (33 starty / 4 branky) a 1. HFK Olomouc (209 / 14).

## Ligová bilance
| Ročník                                   | Zápasy | Góly | Klub             |
| ---------------------------------------- | ------ | ---- | ---------------- |
| 1. československá fotbalová liga 1992/93 | 5      | 0    | SK Sigma Olomouc |
| 2. česká fotbalová liga 1993/94          | -      | 5    | SKPP Znojmo      |
| 2. česká fotbalová liga 1994/95          | 33     | 4    | ČSK Uherský Brod |
| 2. česká fotbalová liga 2000/01          | 29     | 3    | 1. HFK Olomouc   |
| 2. česká fotbalová liga 2001/02          | 29     | 4    | 1. HFK Olomouc   |
| 2. česká fotbalová liga 2002/03          | 27     | 4    | 1. HFK Olomouc   |
| 2. česká fotbalová liga 2003/04          | 26     | 1    | 1. HFK Olomouc   |
| 2. česká fotbalová liga 2004/05          | 30     | 0    | 1. HFK Olomouc   |
| 2. česká fotbalová liga 2005/06          | 28     | 2    | 1. HFK Olomouc   |
| 2. česká fotbalová liga 2006/07          | 28     | 2    | 1. HFK Olomouc   |
| 2. česká fotbalová liga 2007/08          | 23     | 0    | 1. HFK Olomouc   |
| 2. česká fotbalová liga 2008/09          | 17     | 0    | 1. HFK Olomouc   |
| CELKEM 1. liga                           | 5      | 0    |                  |
| CELKEM 2. liga                           | -      | 23   |                  |